# 2-methylhexaan
2-methylhexaan of isoheptaan is een verzadigde organische verbinding met als brutoformule C7H16. Het is een structuurisomeer van heptaan. De stof komt voor als een kleurloze vloeistof met een kenmerkende geur, die door hydrofobe eigenschappen onoplosbaar is in water. Het is wel goed oplosbaar in de meeste organische oplosmiddelen, zoals benzeen, di-ethylether, ethanol, aceton en tolueen.
2-methylhexaan is zeer licht ontvlambaar en heeft daardoor een zeer laag vlampunt (−18 °C) en zelfontbrandingstemperatuur (220 °C).

## Toepassingen
2-methylhexaan wordt bij organische reacties gebruikt als apolair oplosmiddel.

## Toxicologie en veiligheid
Verhitting van 2-methylhexaan kan een hevige verbranding of ontploffing teweegbrengen. Hierbij ontstaan water en koolstofdioxide. De stof reageert met sterk oxiderende stoffen.
De stof is schadelijk en irriterend voor de ogen, de huid en de luchtwegen. Indien 2-methylhexaan wordt ingeslikt of de dampen worden ingeademd, kan er longoedeem ontstaan. Bij hoge blootstellingsdosissen kunnen er effecten op het centraal zenuwstelsel optreden.